# Caluromys philander
Caluromys philander, conhecida vulgarmente como cuíca-lanosa e mucuraxixica, é uma espécie de marsupial da família didelfiídeos (Didelphidae) da América do Sul. Pode ser encontrada na Bolívia, Brasil, Venezuela, Guiana, Suriname, Guiana Francesa e Trindade e Tobago. Foi descrito pela primeira vez pelo zoólogo sueco Carlos Lineu em 1758. É caracterizado por uma cabeça cinza, pelagem marrom a cinza, parte inferior laranja a cinza e cauda parcialmente nua. É notívago (ativo principalmente à noite) e solitário; dificilmente há qualquer interação social exceto entre a mãe e os filhotes e em pares de acasalamento. Constrói ninhos em cavidades de árvores, e seu tamanho de ninhada varia de um a sete. A gestação dura 25 dias e os juvenis saem da bolsa após três meses; o desmame ocorre um mês depois. Habita florestas subtropicais, florestas tropicais, florestas secundárias e plantações. A União Internacional para a Conservação da Natureza classifica-o como pouco preocunte.

## Etimologia e vernáculos
Um de seus nomes populares, mucuraxixica, advém do tupi mukuraxixíka. Dado a seu amplo alcance geográfico, também possui inúmeros outros nomes vernáculos em outras línguas: gambá-de-lã-de-cauda-nua (inglês), gambá-amarelo (alemão), awari (surinamês), philander ou gambá-de-wollige (holandês), comadreja lunuda cola desnuda ou comadreja rabuda (espanhol), wakaro (cuazá:) Historicamente, a espécie foi chamado tanto Philander philander e Didelphis philander.

## Taxonomia
O Caluromys philander é um dos três membros do gênero calúromis (Caluromys) e é colocado na família dos didelfiídeos (Didelphidae), na ordem marsupial dos didelfimorfos (Didelphimorphia). Foi descrito pela primeira vez pelo zoólogo sueco Carlos Lineu como Didelphis philander na 10.ª edição do Systema Naturae (1758). Recebeu seu nome binomial atual, Caluromys philander, pelo zoólogo americano Joel Asaph Allen em 1900. Uma revisão de 1955 da filogenia de marsupiais agrupou Caluromys, Caluromysiops, Dromiciops e glirônia (Glironia) sob uma única subfamília, microbioteriíneos (Microbiotheriinae), observando as semelhanças dentárias entre eles. Um estudo de 1977 argumentou que essas semelhanças são o resultado da evolução convergente e colocou Caluromys, Caluromysiops e glirônia em uma nova subfamília, a dos caluromíneos (Caluromyinae). Em outra revisão semelhante em 2009, o glirônia foi colocado em sua própria subfamília, a dos glironiíneos (Glironiinae).
As seguintes quatro subespécies são reconhecidas:
- C. p. affinis Wagner, 1842: Ocorre em Mato Grosso (Brasil) e Bolívia;
- C. p. dichurus Wagner, 1842: Ocorre no leste e sudeste do Brasil;
- C. p. philander Linnaeus, 1758: Ocorre no leste do Rio Negro, no Brasil, nas Guianas, e ao sul do rio Orinoco, na Venezuela;
- C. p. trinitatis Thomas, 1894: Ocorre em Trindade e ao norte do rio Orinoco, na Venezuela.

O cladograma abaixo, baseado em um estudo de 2016, mostra as relações filogenéticas do Caluromys philander.
|  | Caluromys derbianus                                                       |
|  |                                                                           |
|  | \| \| Caluromys philander \| \| \| \| \| \| Caluromys lanatus \| \| \| \| |
|  |                                                                           |
|  | Caluromys philander                                                       |
|  |                                                                           |
|  | Caluromys lanatus                                                         |
|  |                                                                           |

|  | Caluromys philander |
|  |                     |
|  | Caluromys lanatus   |
|  |                     |

|  | Caluromys derbianus                                                       |
|  |                                                                           |
|  | \| \| Caluromys philander \| \| \| \| \| \| Caluromys lanatus \| \| \| \| |
|  |                                                                           |
|  | Caluromys philander                                                       |
|  |                                                                           |
|  | Caluromys lanatus                                                         |
|  |                                                                           |

|  | Caluromys philander |
|  |                     |
|  | Caluromys lanatus   |
|  |                     |

|  | Caluromys derbianus                                                       |
|  |                                                                           |
|  | \| \| Caluromys philander \| \| \| \| \| \| Caluromys lanatus \| \| \| \| |
|  |                                                                           |
|  | Caluromys philander                                                       |
|  |                                                                           |
|  | Caluromys lanatus                                                         |
|  |                                                                           |

|  | Caluromys philander |
|  |                     |
|  | Caluromys lanatus   |
|  |                     |

|  | Caluromys derbianus                                                       |
|  |                                                                           |
|  | \| \| Caluromys philander \| \| \| \| \| \| Caluromys lanatus \| \| \| \| |
|  |                                                                           |
|  | Caluromys philander                                                       |
|  |                                                                           |
|  | Caluromys lanatus                                                         |
|  |                                                                           |

|  | Caluromys philander |
|  |                     |
|  | Caluromys lanatus   |
|  |                     |

|  | Marmosini                                                 |
|  |                                                           |
|  | \| \| Didelphini \| \| \| \| \| \| Thylamyini \| \| \| \| |
|  |                                                           |
|  | Didelphini                                                |
|  |                                                           |
|  | Thylamyini                                                |
|  |                                                           |

|  | Didelphini |
|  |            |
|  | Thylamyini |
|  |            |

|  | Marmosini                                                 |
|  |                                                           |
|  | \| \| Didelphini \| \| \| \| \| \| Thylamyini \| \| \| \| |
|  |                                                           |
|  | Didelphini                                                |
|  |                                                           |
|  | Thylamyini                                                |
|  |                                                           |

|  | Didelphini |
|  |            |
|  | Thylamyini |
|  |            |

|  | Caluromys derbianus                                                       |
|  |                                                                           |
|  | \| \| Caluromys philander \| \| \| \| \| \| Caluromys lanatus \| \| \| \| |
|  |                                                                           |
|  | Caluromys philander                                                       |
|  |                                                                           |
|  | Caluromys lanatus                                                         |
|  |                                                                           |

|  | Caluromys philander |
|  |                     |
|  | Caluromys lanatus   |
|  |                     |

|  | Caluromys derbianus                                                       |
|  |                                                                           |
|  | \| \| Caluromys philander \| \| \| \| \| \| Caluromys lanatus \| \| \| \| |
|  |                                                                           |
|  | Caluromys philander                                                       |
|  |                                                                           |
|  | Caluromys lanatus                                                         |
|  |                                                                           |

|  | Caluromys philander |
|  |                     |
|  | Caluromys lanatus   |
|  |                     |

|  | Caluromys derbianus                                                       |
|  |                                                                           |
|  | \| \| Caluromys philander \| \| \| \| \| \| Caluromys lanatus \| \| \| \| |
|  |                                                                           |
|  | Caluromys philander                                                       |
|  |                                                                           |
|  | Caluromys lanatus                                                         |
|  |                                                                           |

|  | Caluromys philander |
|  |                     |
|  | Caluromys lanatus   |
|  |                     |

|  | Caluromys derbianus                                                       |
|  |                                                                           |
|  | \| \| Caluromys philander \| \| \| \| \| \| Caluromys lanatus \| \| \| \| |
|  |                                                                           |
|  | Caluromys philander                                                       |
|  |                                                                           |
|  | Caluromys lanatus                                                         |
|  |                                                                           |

|  | Caluromys philander |
|  |                     |
|  | Caluromys lanatus   |
|  |                     |

|  | Marmosini                                                 |
|  |                                                           |
|  | \| \| Didelphini \| \| \| \| \| \| Thylamyini \| \| \| \| |
|  |                                                           |
|  | Didelphini                                                |
|  |                                                           |
|  | Thylamyini                                                |
|  |                                                           |

|  | Didelphini |
|  |            |
|  | Thylamyini |
|  |            |

|  | Marmosini                                                 |
|  |                                                           |
|  | \| \| Didelphini \| \| \| \| \| \| Thylamyini \| \| \| \| |
|  |                                                           |
|  | Didelphini                                                |
|  |                                                           |
|  | Thylamyini                                                |
|  |                                                           |

|  | Didelphini |
|  |            |
|  | Thylamyini |
|  |            |

## Descrição física
O Caluromys philander é caracterizado por uma pelagem marrom a cinza, cabeça cinza, laranja a cinza na parte inferior e uma cauda parcialmente nua peluda na base. Uma faixa marrom escura estreita e distinta corre entre os olhos e as orelhas, da ponta do nariz até a parte de trás das orelhas. Estrias semelhantes, mas largas, saem de anéis marrons ao redor de cada olho. O pelo acinzentado separa essas listras umas das outras. As orelhas são grandes e quase sempre sem pelos. O pelo é espesso, macio e lanoso; os flancos podem ser mais cinzentos do que as costas. Os pelos dorsais continuam até 5–7 centímetros (2,0–2,8 polegadas) em direção a cauda, e depois disso ela fica desnuda. A cauda é marrom-escura na extremidade, manchada de branco e marrom-escuro, terminando em uma ponta branca ou branco-amarelada. Os olhos se diversificam do castanho ao alaranjado. A pele é comumente macia e grossa.

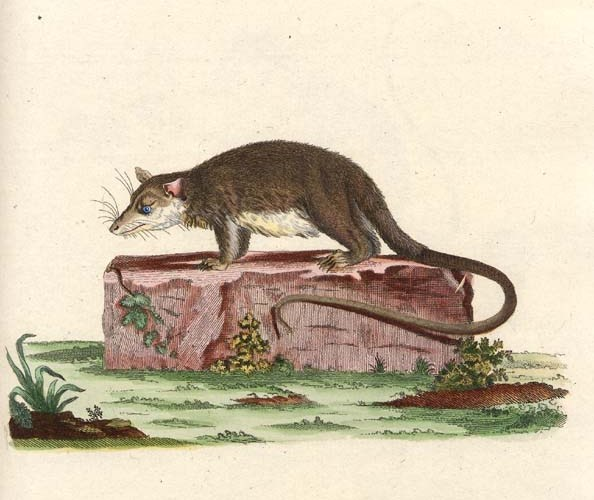
Ilustração de 1780 feita por Johann Christian Daniel von Schreber

Como muitos outros didelfiídeos, a cauda é preênsil e o ajuda a escalar, se equilibrar e agarrar-se as árvores. As fêmeas são menores do que os machos. O tamanho parece diminuir da Venezuela ao Suriname; o peso médio é 170 gramas na Venezuela e 250 gramas no Suriname. O comprimento da cabeça e do corpo é normalmente entre 16 e 26/27,9 centímetros (6,3 e 10,2 polegadas); as orelhas medem de 3 a 3,5/4 centímetros (1,2 a 1,4 polegadas); a cauda de 25 a 36/40 centímetros (9,8 a 14,2 polegadas); e as patas traseiras de 3,2 a 3,9 centímetros (1,3 a 1,5 polegadas). A fórmula dentária é {\displaystyle {\tfrac {5.1.3.4}{4.1.3.4}}}, o que é típico dos didelfiídeos. As fêmeas têm uma bolsa vestigial, chamada de marsúpio, que só está presente quando estão carregando os recém nascidos.

## Habitat e ecologia
O Caluromys philander é notívago (ativo principalmente à noite) e, portanto, difícil de observar ou capturar. No entanto, é um dos poucos gambás que foram estudados detalhadamente com sucesso. Um estudo mostrou que sua atividade pode ser afetada pela extensão do luar. Enquanto a atividade nos machos caiu da lua nova para a lua cheia (isto é, com o aumento da exposição ao luar), a atividade nas fêmeas permaneceu praticamente inalterada. O Caluromys é arbóreo (vive em uma árvore) e é um bom escalador. Um estudo mostrou que a cauda, por ser preênsil, pode atuar como um membro adicional para locomoção, evitando quedas e ajudando no transporte de folhas para construir ninhos. Ele constrói ninhos com folhas secas nas cavidades das árvores.
Os indivíduos tendem a ser agressivos uns com os outros; assobios, grunhidos e até chamadas de socorro acompanham o comportamento agonístico. Em grande parte solitário, as únicas interações observadas são entre a mãe e os filhotes e em um casal de acasalamento. Em uma floresta primária da Guiana Francesa, o tamanho médio da área de vida foi calculado em 3 hectares. Faixas de ambos os sexos se sobrepõem extensivamente. O tamanho das áreas de vida é influenciado por fatores ambientais, como disponibilidade de forragem e necessidades individuais. Cliques são uma vocalização comum, produzida tanto por jovens como por adultos. Como outras espécies de Caluromys, morde ao ser manipulado ou para escapar de predadores.

### Funções no ecossistema
O papel do Caluromys philander nas florestas tropicais não é especificamente conhecido. São hospedeiros de muitos parasitas, como o acantocéfalo intestinal Gigantorhynchus lutzi. Provavelmente esses animais também ajudam algumas espécies de árvores frutíferas de sementes pequenas na dispersão de sementes e na polinização de outras espécies. São importantes para espécies de chão de floresta, por derrubarem frutas do pé. Um papel final é o de proteína para muitas espécies de predadores arborícolas. Seus predadores incluem o felinos jaguarundi (Herpailurus yagouaroundi) e o gato-maracajá (Leopardus wiedii), cobras e aves de rapina como o uiraçu-falso (Morphnus guianensis) e o Strigidae.

## Comportamento

### Hábitos alimentares
sua dieta é constituída aproximadamente por vinte e cinco por cento de artrópodes e setenta e cinco por cento de frutas, néctar e goma de árvore. Também se registrou o consumo de pássaros pequenos e répteis. Por causa da disponibilidade sazonal de alimentos, a sua dieta varia muito ao longo do ano. Durante a estação chuvosa, as frutas e os artrópodes são muito mais abundantes, enquanto que durante os períodos mais secos, flores e gengivas são muito mais comuns. Comem frutos maduros e são capazes de determinar o amadurecimento por meio de filas não visuais, já que se alimentam de frutas de cores vivas e crípticas. Nos biomas da Mata Atlântica e Cerrado observa-se nas amostragens de fezes das cuícas-lanosas uma grande porção de frutos, alcançando 90% destas amostragens. Um estudo do comportamento de forrageamento do Caluromys philander e do simpátrico jupará mostrou que ambos se alimentam de uma variedade de plantas, escolhem por sua abundância, mostram preferências semelhantes e favorecem certas partes da planta em certas épocas do ano. Uma diferença notável entre os dois era que enquanto o jupará se concentrava em plantas com uma ampla distribuição, o Caluromys também se alimentava de plantas menos comuns.

### Comunicação e percepção
Os Caluromys philander são geralmente animais tranquilos; eles se movem o mais silenciosamente possível através dos galhos das árvores.  A maior parte da comunicação ocorre durante encontros intraespecíficos, ou seja, encontros entre indivíduos da mesma espécie. Nestes casos, eles sibilam de um modo semelhante a outros marsupiais. No caso de um encontro entre um macho e fêmea receptivo em um cortejo os sons emitidos serão diferenciados. Eles também são conhecidos por fazer sons de cliques e no jovem que mama, acredita-se que isso fortaleça o vínculo entre mãe e filhos. Quando tomado por um predador, sabe-se que os Caluromys philander dão um grito de socorro. Quanto aos hábitos alimentares dos gambás de lã de cauda nua, acredita-se que eles tenham um senso de olfato desenvolvido para ajudá-los a encontrar frutas e flores maduras. Os olhos e ouvidos também são grandes e provavelmente os ajudam a navegar pela floresta durante a noite e capturar insetos. Esses atributos tornam provável que os animais também usem alguns tipos de comunicação visual (como posturas corporais) e comunicação química (como os feromônios supostamente importantes na indução da ovulação). A comunicação tátil é, sem dúvida, importante durante o acasalamento, assim como entre a mãe e seus filhotes.

### Reprodução
O sistema de reprodução de Caluromys philander é pouco compreendido. O contato entre machos e fêmeas pode simplesmente ocorrer através de encontros casuais, uma vez que seus territórios se sobrepõem. Possuem uma época de reprodução que começa em setembro, quando há maior disponibilidade de alimentos. O número médio de jovens varia muito ao longo do ano, dependendo da disponibilidade de recursos, do tipo de habitat, das condições locais, bem como da idade e da massa feminina. Uma fêmea pode ter até 7 filhotes de uma vez, mas a média é de 4,17 na natureza. Não parece haver nenhum custo adicional para a fêmea em grandes ninhadas. Parece que os custos são suportados pelos jovens que são desmamados em um tamanho menor em ninhadas grandes do que em ninhadas pequenas, indicando que, independentemente do tamanho da ninhada, o investimento feminino em qualquer ninhada é aproximadamente constante. Em geral, pode ocorrer até três ninhadas por ano, a menos que haja escassez de alimentos.
A gestação dura apenas 24/25 dias e os filhotes nascem com peso inferior a 200 miligramas, com 10 milímetros de comprimento. Este curto período de tempo no útero é compensado por um longo período (até 120 dias) de cuidados parentais. Este período tem dois subperíodos, do dia 1.º ao 92.º, quando os filhotes estão presos nas mamas, e do 93.º ao desmame, quando fazem pequenas excursões externas. Nesse momento, os filhotes aumentam seu peso para 11 gramas. O tempo na bolsa é seguido por outros 30 a 45 dias no ninho da mãe. Após este período, deixam a proteção da mãe. A importância de deixar o ninho materno é demonstrada por seu comportamento em cativeiro. Quando não foram removidos após esse período, canibalizaram sua mãe. As fêmeas atingem a maturidade sexual por volta dos 270 dias de idade. A idade da maturidade sexual para os homens não é conhecida. Os jovens permanecem na bolsa da mãe por aproximadamente 80 dias, depois entram em uma fase de ninho por mais 30 dias. Durante a fase do ninho, a mãe retorna de suas incursões noturnas para amamentar. Os jovens se dispersam do ninho natal por volta dos 130 dias de idade. A fêmea não se reproduz até que tenha aproximadamente um ano de idade. O cuidado materno é prolongado. As fêmeas podem produzir três ninhadas por ano, mas se houver uma escassez sazonal de alimentos, ela provavelmente irá reproduzir-se apenas uma vez.

### Longevidade
Pouco se sabe sobre a vida útil dos Caluromys philander. Animais em cativeiro viveram por até cinco anos e animais com idade mínima de 31 a 41 meses foram capturados em um estudo de recaptura de marca.

## Estado de conservação
Esta espécie habita ambientes arbóreos, e são encontradas em florestas tropicais, florestas subtropicais e florestas marginais. São encontradas também em áreas intervencionadas, como plantações (pomares) e vegetações secundárias. É um animal fortemente associado a habitats úmidos. Tem preferência por vegetação espessa e fechada, embora também possa ser encontrada na área superior das copas abertas das árvores. Se adapta muito bem a locais diferentes do seu habitat principal. Pode ocorrer até uma altitude de 1 200–1 800 metros (3 900–5 900 pés) acima do nível do mar. Sua distribuição se estende do norte da Venezuela para o leste até o nordeste e centro-sul do Brasil e inclui Guiana, Guiana Francesa, ilha de Margarita, Trindade e Suriname. A União Internacional para a Conservação da Natureza classifica-o como pouco preocunte devido à sua ampla distribuição e presumível grande população. No entanto, com o desmatamento continuo nas regiões neotropicais, é provável que essa espécie enfrente uma pressão crescente que pode levá-lo a uma situação critica em alguns anos.